# Korpus budowli
Korpus budowli – zasadnicza, centralna część budynku, dająca się wyraźnie wyodrębnić w jego bryle. W przypadku kościoła nazwą tą określa się zwykle nawę główną z bocznymi, bez prezbiterium i przybudówek (np. kruchty, zakrystii itp.), w przypadku budowli pałacowych główny budynek pałacu (w odróżnieniu od oficyn i budynków gospodarczych).